# Castelletto Monferrato
Castelletto Monferrato és un municipi situat al territori de la província d'Alessandria, a la regió del Piemont, (Itàlia). Pertanyen al municipi les frazioni de Gerlotti i Giardinetto. Castelletto Monferrato limita amb els municipis d'Alessandria, Quargnento i San Salvatore Monferrato.

## Galeria

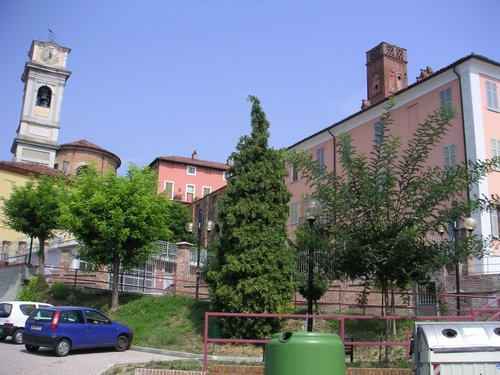
Vista de lp oble
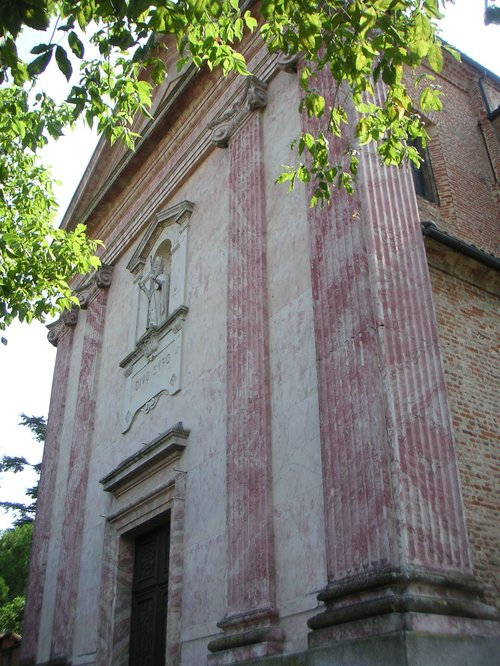
Església de Sant Siro
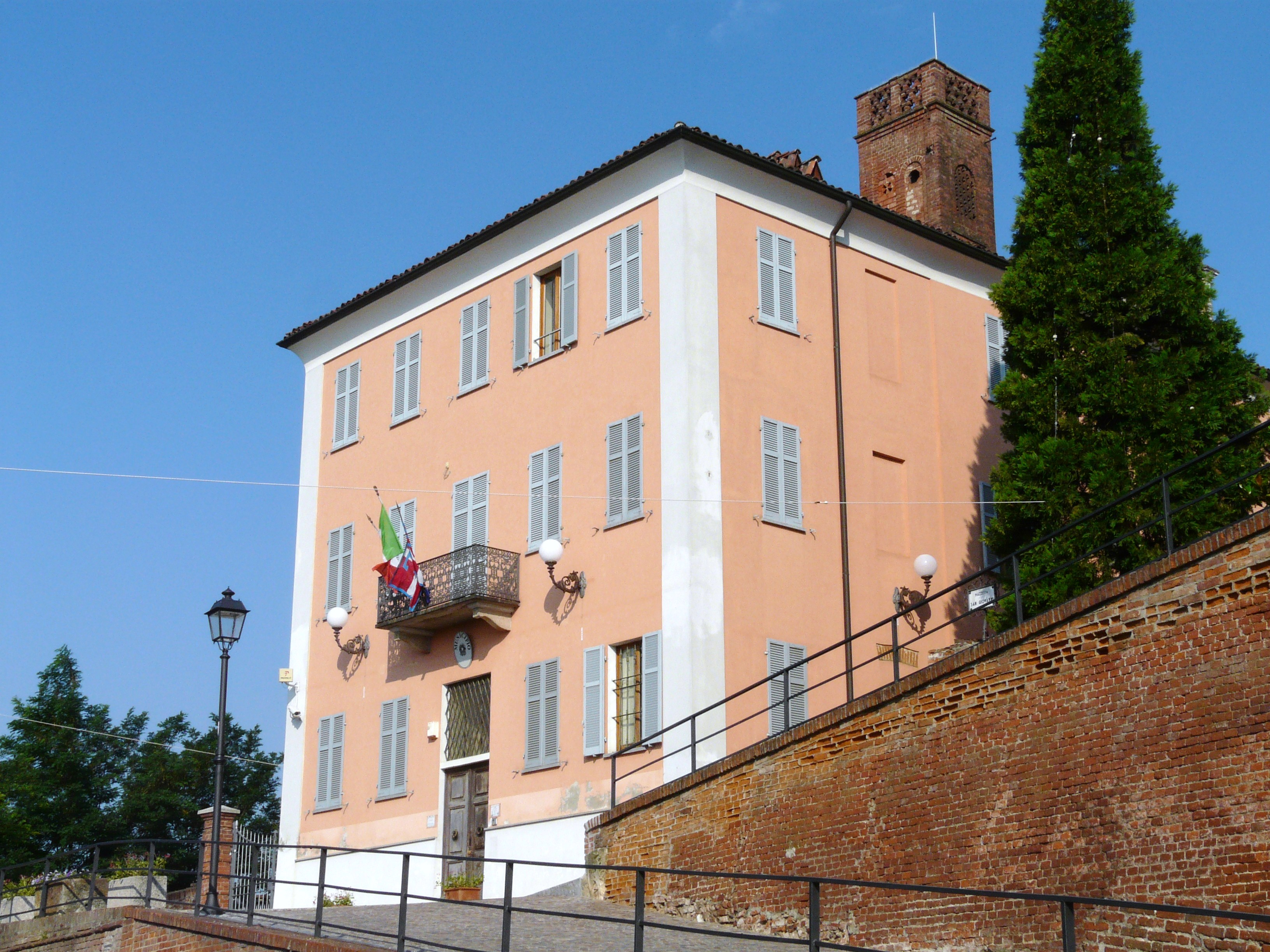
Ajuntament
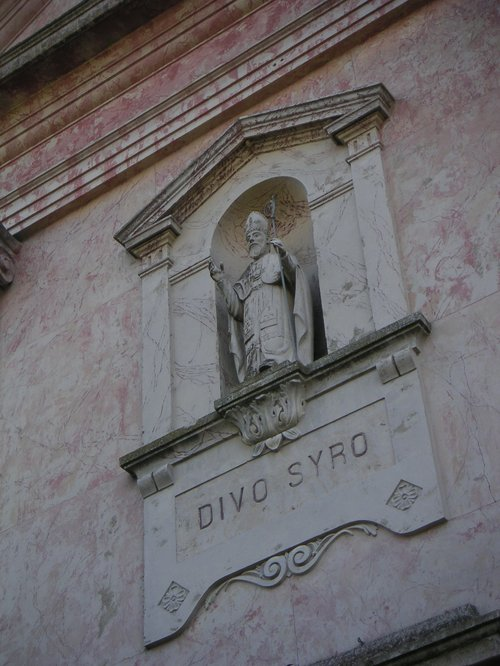
Església de San Siro (detall)
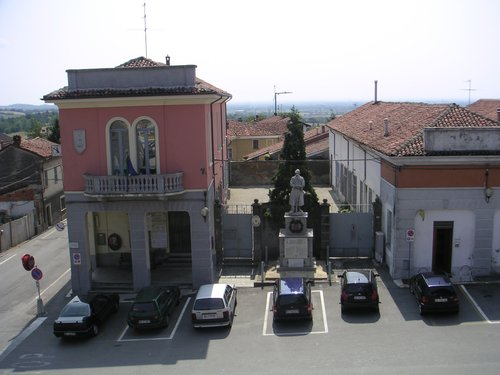
'Palazzo del Comune' (esquerra)
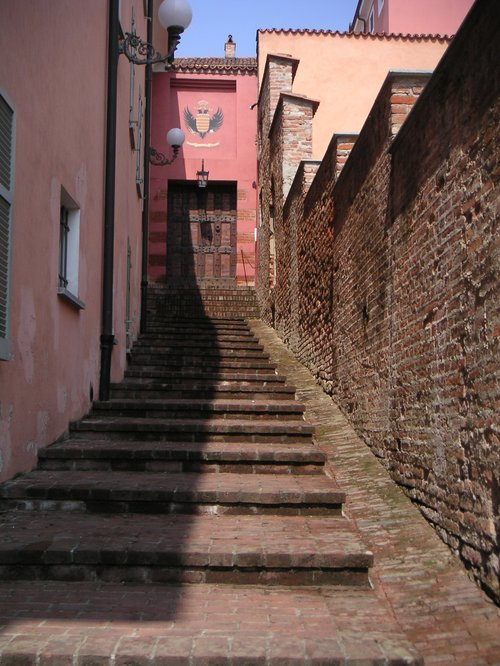
Escalinata al Castello